# Собор Святого Патрика (Дублин)
Собор Святого Патрика (ирл. Árd Eaglais Naomh Pádraig, полное название Национальный собор и коллегиальная церковь святого Патрика, англ. The National Cathedral and Collegiate Church of Saint Patrick, Dublin) — самый большой собор Ирландии. Принадлежит англиканской Церкви Ирландии. Собор не является кафедрой епископа. Возглавляется деканом, самым известным из которых был Джонатан Свифт.

## История
Собор Святого Патрика был построен около святого источника св. Патрика на острове между двумя рукавами реки Поддл. В 1192 году первый архиепископ Дублина Джон Комин присвоил церкви Святого Патрика, одной из четырёх церквей Дублина, статус соборной церкви. С течением времени около собора появился целый комплекс зданий, включая дворец архиепископа. Юридическое управление собором было разделено между деканом и архиепископом.
Доподлинно неизвестно, когда соборной церкви был предан статус собора. Вероятнее всего это произошло до 1212 года. По приказу английского короля Генриха III в 1225 году начата реконструкция собора, продолжавшаяся в течение четырёх лет. В результате собор приобрёл вид в стиле ранней английской готики. Примерно в 1270 году к собору была пристроена Часовня Леди. Башня Минота и западный неф были восстановлены между 1362 и 1370, после большого пожара.
Со времени постройки и на протяжении всей истории собора наибольшей проблемой являлись подтапливания из-за близости реки Поддл. Происходили даже наводнения, особенно сильное — в конце XVIII века. По этой причине собор никогда не имел подвальных помещений.

В результате английской реформации в 1537 году собор стал принадлежать англиканской ирландской церкви, хотя большинство окружавших собор жителей оставались католиками. Во время конфискации имущества проводимой солдатами Томаса Кромвеля были уничтожены многие рисунки в росписи собора, позже, в 1544 году, из-за запустения разрушился неф собора. 

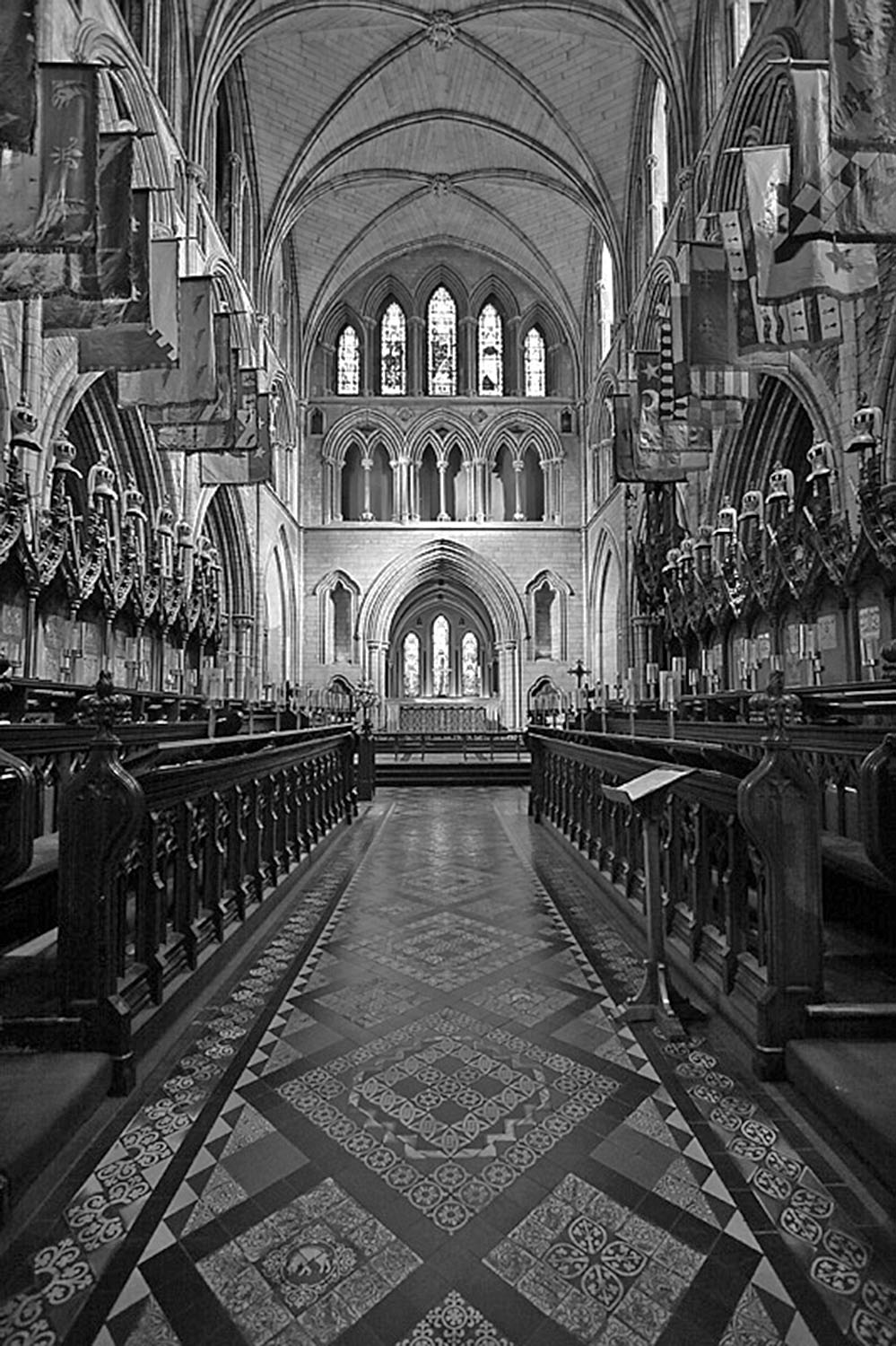
Интерьер собора

При короле Эдуарде VI Собор Святого Патрика оказался в упадке, фактически был в статусе приходской церкви. Король определил часть зданий, разросшегося к тому времени комплекса собора, для использования в качестве здания суда. Средняя школа была устроена и зале священника и деканате, отданном архиепископу после передачи дворца архиепископа Лорду Ирландии. Серебро, драгоценности, украшения и части интерьера Собора Святого Патрика были переданы в Собор Христа. В 1549 году было приказано перекрасить стены собора и украсить цитатами из Священного Писания.
В 1555 году, во время правления Филиппа и Мэри собор был восстановлен в правах, началась реставрация, и по указу королевы возвращены многие ценности ранее изъятые из собора.
В 1560 году на башне Собора Святого Патрика были установлены одни из первых общественных часов в Дублине.

## XVII век
К началу XVII века придел Богородицы был разрушен и отделён от остальной части собора. К собору было пристроено несколько новых галерей для размещения разросшегося клира собора.
Во время Содружества в ходе завоевания Ирландии в нефе собора лордом-протектором Оливером Кромвелем была устроена конюшня для своей лошади. Целью этого было продемонстрировать отношение к англиканской церкви, которую он связывал с католичеством и проявлением роялизма.
В 1660 после реставрации монархии в здании собора начались восстановительные работы.
В 1666 году настоятелем собора было предложено отдать предел Богородицы для богослужения общине французских гугенотов, бежавшим в Ирландию из Франции. После небольшого ремонта, 23 декабря 1666 был заключён арендный договор который периодически продлевался до 1816 года когда все гугеноты полностью интегрировались в городское население Дублина. В это время предел Богородицы был известен как L’Eglise Française de S.-Patrick.
Из-за угрозы обрушения крыши, в 1668 году было принято решение о замене, новая построена к 1671 году.
После Славной революции собор ненадолго в 1688—1690 стал католическим, но после поражения якобитов в Ирландии от войск Вильгельма III вновь стал англиканским.

## XVIII век

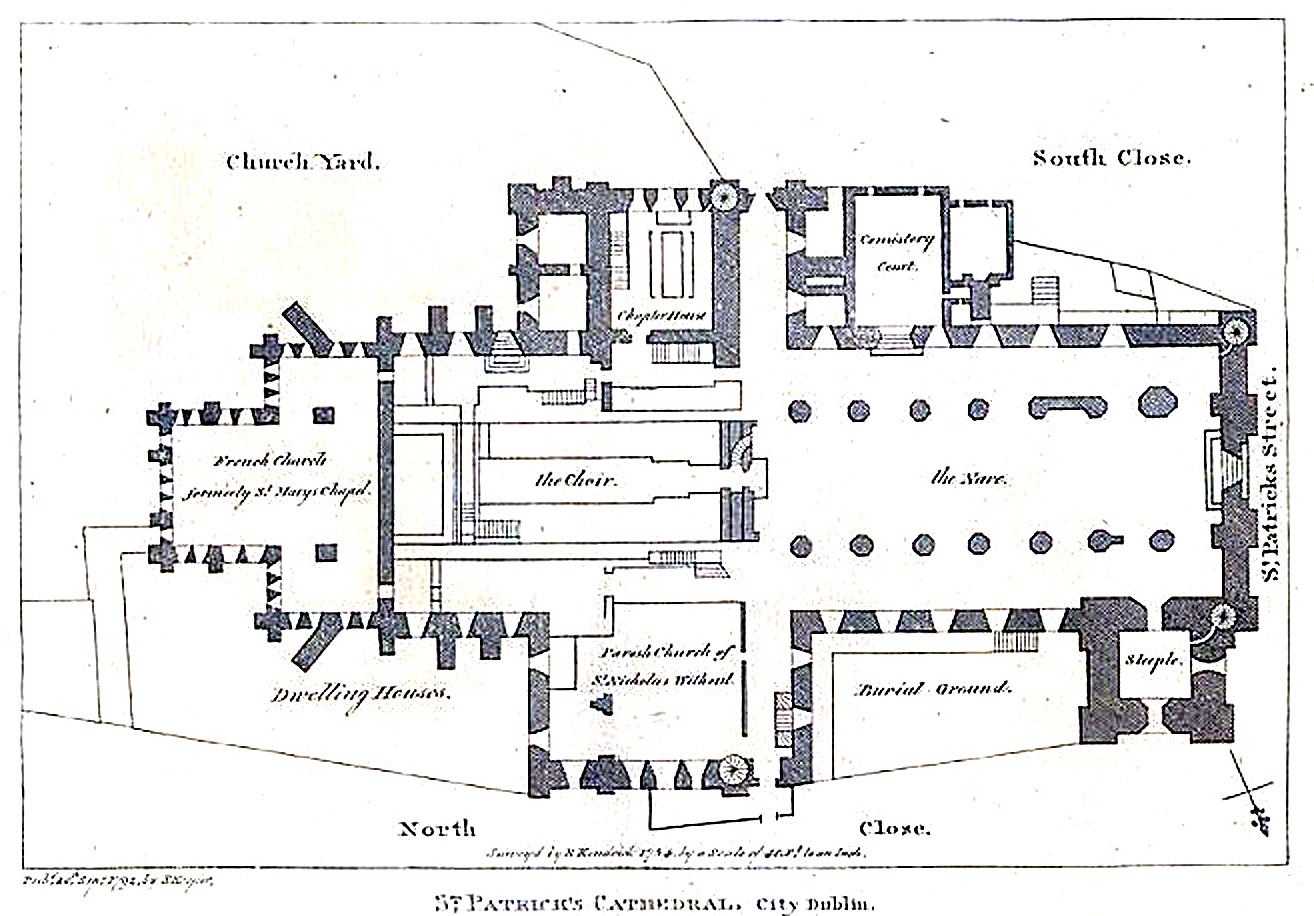
План собора в XVIII веке

На протяжении всей истории Собор Святого Патрика неразрывно связан с ирландской культурой, но один из главных аспектов этой связи это Джонатан Свифт, известнейший писатель и сатирик, бывший деканом собора с 1713 по 1745. Многие из его известных проповедей и «ирландских трактатов» написаны в период его деканства. Джонатан Свифт выделял на нужды собора личные средства, содержал приют для бедных женщин при соборе, а также больницу Святого Патрика.
В 1769 году к зданию был добавлен высокий шпиль, до сих пор являющийся одним из ориентиров Дублина.
В 1792 году богослужения в соборе были приостановлены из-за плохого состояния южной стены и части крыши.

## Орден Святого Патрика
С 1783 до 1871 собор служил Часовней Блистательнейшего Ордена Святого Патрика, в соборе проводилась церемония посвящения в рыцари. После 1871 года посвящения проводятся в зале Святого Патрика Дублинского Замка. В соборе до сих пор можно увидеть гербы посвящённых рыцарей.

## XIX век

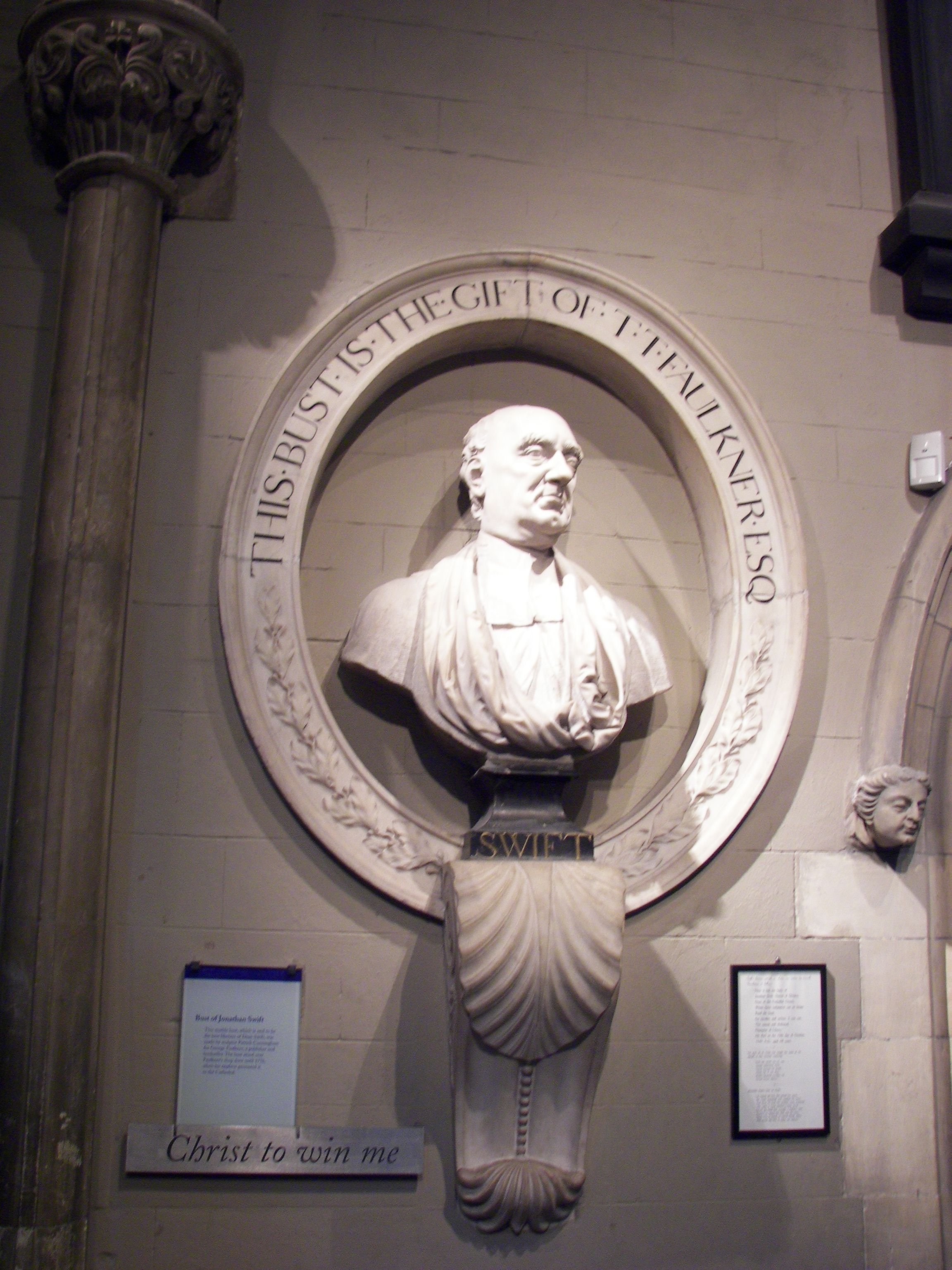
Бюст Дж. Свифта

В 1805 году северный трансепт был восстановлен из руин.
В 1846, должность декана Святого Патрика была объединена с деканом Собора Христа, объединённая должность просуществовала до 1871 года.
Предпринята попытка генеральной реставрации, реставрация не закончена до конца из-за экономических проблем, восстановлена Часовня Леди.
В середине XIX века в ходе реставрации был найден кельтский крест, сейчас он выставлен в соборе.
Генеральная реконструкция проведена в 1860—1865 годах и оплачена известным ирландским пивоваром Бенджамином Гиннессом. Многие средневековые части здания были заменены, средневековые часовни же были вовсе удалены. Достоверных документов до настоящего времени сохранилось немного, поэтому невозможно с точностью утверждать какие части добавлены в викторианскую эпоху и сколько осталось средневековых.
В 1871 году было окончательно принято решение о придании статуса кафедрального Собору Христа, а Собору Святого Патрика был присвоен статус национального.

## Наше время
Сейчас собор место проведения многих общественных национальных церемоний. Каждый ноябрь там отмечается день поминования; церемонию посещает президент Ирландии.
В соборе отпевали двух ирландских президентов, в 1949 там был отпет Дуглас Хайд, а в 1974 президент Эрскин Чайлдерс. Поскольку президент Чайлдерс умер на своём посту, его похороны были официальной государственной церемонией. На неё съехались главы и представители иностранных государств, но многим из них пришлось во время похорон остаться за пределами собора, поскольку Папский престол запрещал присутствовать католикам на службах других конфессий. Аналогично во время похорон Хайда в 1949 многие политики-католики не посетили заупокойную службу.
В 2006 году собор захватили 18 афганских беженцев с целью получения политического убежища, и удерживали его в течение несколько дней.

## Статус

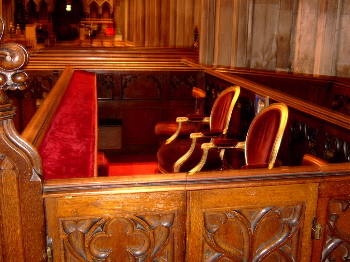
Скамейка президента Ирландии в соборе

На протяжении всей истории Собора Святого Патрика было соперничество с собором Христа за статус кафедрального. Эта борьба привела к беспрецедентному случаю, когда в одном городе, в одной епархии, два кафедральных собора. Конфронтация сохранялась с значительной напряжённостью со дня основания собора до 1300 года когда было подписано соглашение (Pacis Compositio) с шестью основными пунктами:
- Посвящение и возведение на престол архиепископа Дублина должно происходить в соборе Христа, но в отчётах указано, что это правило не всегда соблюдалось: два раза церемония проходила в обоих соборах, и как минимум два архиепископа посвящались только в соборе Святого Патрика.
- В соборе Христа должны были храниться крест, митра и перстень умершего архиепископа.
- Умершие архиепископы Дублина должны были быть похоронены поочерёдно в двух соборах, если ими в завещании не указывалось иного.
- Ежегодное освящение елея должно было происходить в Соборе Христа.
- Оба собора должны действовать как один и равно распределять обязанности.
- Оба собора в последующие столетия функционировали вместе в епархии, пока в 1871 году собору Святого Патрика не был предан статус Национального, а собору Христа кафедры Дублина.